# Dispiron mugili
Dispiron mugili är en hakmaskart som beskrevs av Bilgees 1970. Dispiron mugili ingår i släktet Dispiron och familjen Neoechinorhynchidae. Inga underarter finns listade i Catalogue of Life.